# 천화사 (대구)
천화사(闡華寺)는 대한민국 대구광역시 서구 비산1동에 있는 절이다.